# Chamaecrista nomame
Chamaecrista nomame là một loài thực vật có hoa trong họ Đậu. Loài này được (Sieber) H.Ohashi miêu tả khoa học đầu tiên.